# NGC 800
NGC 800 је спирална галаксија у сазвежђу Кит која се налази на NGC листи објеката дубоког неба.
Деклинација објекта је - 0° 7' 51" а ректасцензија 2h 2m 11,8s. Привидна величина (магнитуда) објекта NGC 800 износи 13,1 а фотографска магнитуда 13,8. NGC 800 је још познат и под ознакама UGC 1526, MCG 0-6-24, CGCG 387-28, IRAS 01596-0021, KUG 0159-003, KCPG 52A, PGC 7740.